# Лиани, Давиде
Давиде Лиани (итал. Davide Liani; 22 ноября 1921, Камино-аль-Тальяменто — 18 августа 2005, Венеция) — итальянский композитор и музыкальный педагог.
Учился в Удине и в Риме, затем окончил Венецианскую консерваторию по классам фортепиано, хорового дирижирования и композиции; ученик, в частности, Франческо Малипьеро. В 1950-60-е гг. занимался преимущественно лёгкой музыкой за пределами Италии, выпустил альбом эстрадных пьес «Давиде Лиани и его оркестр» (англ. Davide Liani And His Orchestra; 1959).
В 1970 году вернулся в Италию. Преподавал хоровое пение в Венецианской консерватории, работал как запасной дирижёр в театре Ла Фениче. В 1973 году основал детский хор Piccoli Cantori Veneziani (Маленькие венецианские певцы), годом позже — взрослый хоровой коллектив Cantori Veneziani, с которым в 1981 г. записал альбом собственной хоровой музыки на стихи Эзры Паунда и Жака Превера. Выступал как пропагандист педагогических методов Золтана Кодаи, некоторое время был президентом Международного кодаевского общества. В 1980-е гг. преподавал в Палермо и Пескаре, затем вернулся в Венецию как директор Венецианской консерватории (1986—1992). Последние годы жизни отчасти провёл в своём родном городке, где основал музыкальный центр.
Зрелые сочинения Лиани преимущественно относятся к церковной музыке, хоровой и органной. Он также занимался исследованием фриульской народной музыки, опубликовал ряд хоровых и вокальных обработок фриульских народных мелодий.